# Stora Mackaralamm
Stora Mackaralamm är en sjö i Ljusdals kommun i Hälsingland och ingår i Dalälvens huvudavrinningsområde. Stora Mackaralamm ligger i Stora Korpimäki Natura 2000-område.